# Sciobia umbraculatus
Sciobia umbraculatus är en insektsart som först beskrevs av Carl von Linné 1758.  Sciobia umbraculatus ingår i släktet Sciobia och familjen syrsor. Inga underarter finns listade i Catalogue of Life.